# Cadena SER
Cadena SER ist der größte und zugleich älteste Radiosender in Spanien. Er geht an seinem Sitz in Madrid auf das gegen Ende 1924 gegründete Unión Radio zurück. Nach dem spanischen Bürgerkrieg erhielt der Sender den Namen Sociedad Española de Radiodifusión (Spanische Rundfunkgesellschaft), kurz SER. 2009 wurde Cadena SER regelmäßig von rund 4,8 Millionen Menschen gehört. Der Sender ist mehrheitlich im Aktienbesitz des Medienkonzerns PRISA, zu dem auch die größte spanische Tageszeitung El País sowie weitere Radio- und Fernsehsender wie Canal+ gehören.
Das Programm von Cadena SER umfasst Nachrichten, Sport, Diskussionsrunden, Unterhaltung und Kultur und ist spanienweit zu empfangen. Das Hauptstudio des Senders ist in der Gran Vía in Madrid angesiedelt. Zudem gibt es mehrere Lokalstudios, von denen etwa zwei Stunden täglich Regionalnachrichten gesendet werden.

## Geschichte
Spaniens erstes Radio-Netzwerk entstand im November 1926 aufgrund der Übernahme von Radio Barcelona (Sendestart: November 1924) durch Unión Radio Madrid (Sendestart: Juni 1925). 
1928 bestand das Netzwerk aus sieben Stationen:
- EAJ-7 Unión Radio (Madrid)
- EAJ-1 Radio Barcelona
- EAJ-3 Radio Cádiz
- EAJ-5 Radio Club Sevillano
- EAJ-8 Radio San Sebastián
- EAJ-9 Radio Club Vizcaína (Bilbao)
- EAJ-22 Radio Salamanca

Während des spanischen Bürgerkriegs stand Unión Radio auf Seiten der Republikaner und übertrug etwa die Rede von Dolores Ibárruri, in der diese den bekannten Slogan ¡No pasarán! prägte. 
Nach dem Krieg wurde der Sender in SER umbenannt und die Nachrichtenproduktion mit dem 1937 gegründeten staatlichen Sender Radio Nacional de España gleichgeschaltet. Cadena SER blieb jedoch als Aktiengesellschaft in Privatbesitz und konnte im Rahmen der franquistischen Zensur gewisse Innovationen einführen, etwa die ersten spanischen Radiohörspiele. Kurz vor General Francos Tod 1975 kam Cadena SER zu 25 % in staatlichen Besitz, dafür konnte sie ab Einführung der Informationsfreiheit 1977 wieder eigene Nachrichten produzieren. 
1981 übertrug Cadena SER den Putsch vom 23. Februar live aus dem spanischen Parlamentsgebäude, wo eigentlich der Amtsantritt von Ministerpräsident Leopoldo Calvo-Sotelo hatte gesendet werden sollen. 1984 übernahm die Gruppe PRISA die Mehrheit der Aktien von Cadena SER, 1992 privatisierte die Regierung unter Felipe González den verbleibenden staatlichen Anteil. Wie die übrigen PRISA-Medien gilt Cadena SER als linksliberal und der sozialistischen Partei PSOE nahestehend. Es kam daher wiederholt zu Auseinandersetzungen mit dem zweitgrößten spanischen Radiosender COPE, der sich im Besitz der spanischen Bischofskonferenz befindet und der konservativen PP nahesteht. Umstritten war etwa die Berichterstattung der Cadena SER über die Madrider Zuganschläge, bei der sie zum einen schon frühzeitig die Fehlinformationen der PP-Regierung unter José María Aznar aufdeckte, zum anderen aber auch selbst Informationen über einen angeblichen Selbstmordattentäter verbreitete, die sich hinterher als unzutreffend herausstellten.